# Вашурино
Вашурино — деревня в Волоколамском районе Московской области России, входит в состав сельского поселения Спасское. Население — 1 чел. (2010).

## География
Деревня Вашурино расположена на западе Московской области, в западной части Волоколамского района, примерно в 10 км к юго-западу от города Волоколамска. К деревне приписано три садоводческих товарищества. Ближайшие населённые пункты — деревни Сафатово и Горбуново. Рядом с деревней протекает река Щетинка бассейна Рузы.

## Население
| 1852 | 1859 | 1890 | 1899 | 1926 | 2002 |
| ---- | ---- | ---- | ---- | ---- | ---- |
| 208  | ↘205 | ↘87  | →87  | ↗212 | ↘4   |
| 2006 | 2010 |      |      |      |      |
| ↘0   | ↗1   |      |      |      |      |

## История
Вашурино, деревня 1-го стана, Шереметева, Графа Дмитрия Николаевича, крестьян 97 душ мужского пола, 111 женского, 28 дворов, 114 верст от столицы, 13 от уездного города, между Можайским и Зубцовским трактами.— Нистрем К. Указатель селений и жителей уездов Московской губернии, 1852 г.
В «Списке населённых мест» 1862 года — владельческая деревня 1-го стана Волоколамского уезда Московской губернии по правую сторону Московского тракта, от границы Зубцовского уезда на город Волоколамск, в 15 верстах от уездного города, при колодце, с 31 двором и 205 жителями (93 мужчины, 112 женщин).
По данным на 1899 год — деревня Бухоловской волости Волоколамского уезда с 87 душами населения.
В 1913 году — 42 двора.
По материалам Всесоюзной переписи населения 1926 года — деревня Новлянского сельсовета Бухоловской волости в 8,5 км от Осташёвского шоссе и 13 км от станции Волоколамск Балтийской железной дороги, проживало 212 жителей (92 мужчины, 120 женщин), насчитывалось 50 крестьянских хозяйств.
С 1929 года — населённый пункт в составе Волоколамского района Московского округа Московской области. Постановлением ЦИК и СНК от 23 июля 1930 года округа как административно-территориальные единицы были ликвидированы.
1929—1939 гг. — деревня Новлянского сельсовета Волоколамского района.
1939—1957 гг. — деревня Новлянского сельсовета (до 17.07.1939) и Горбуновского сельсовета Осташёвского района.
1957—1963, 1965—1972 гг. — деревня Горбуновского сельсовета Волоколамского района.
1963—1965 гг. — деревня Горбуновского сельсовета Волоколамского укрупнённого сельского района.
1972—1994 гг. — деревня Кармановского сельсовета Волоколамского района.
1994—2006 гг. — деревня Кармановского сельского округа Волоколамского района.
С 2006 года — деревня сельского поселения Спасское Волоколамского муниципального района Московской области.